# Tevfik Fikret

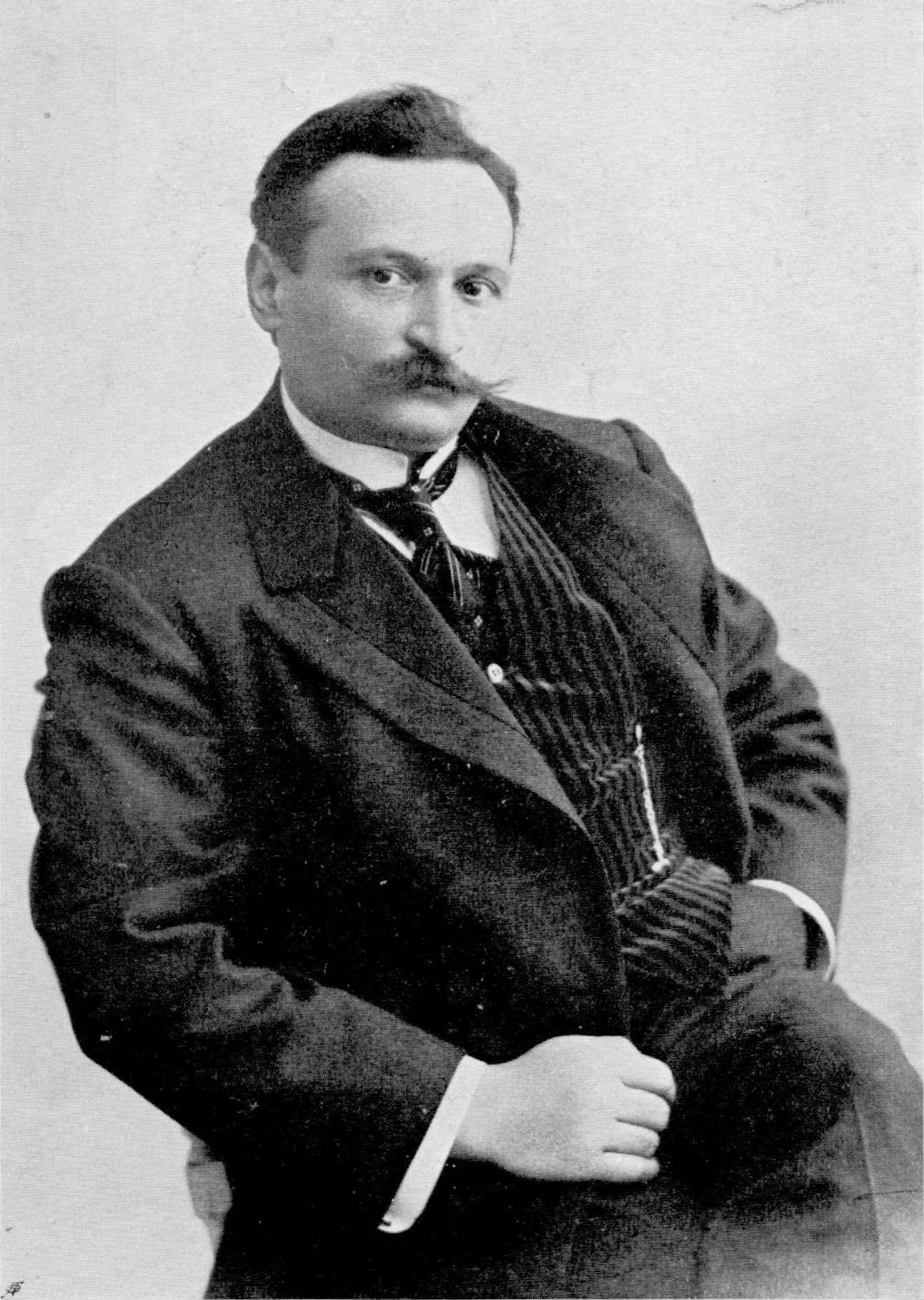
Tevfik Fikret

Tevfik Fikret (* 24. Dezember 1867 in Istanbul; † 19. August 1915 ebenda) war ein türkischer Dichter.

## Wirken
Er war Mitarbeiter und Hauptautor der Zeitschrift „Servet-i Fünûn“ („Schatz des Wissens“), die auf eine Erneuerung der türkischen Literatur hinarbeitete. Mit seiner Aufnahme französischer und vor allem impressionistischer Elemente in seine Dichtung gilt er als ein Modernisierer der türkischen Poesie.
Fikret unterrichtete in den 1890er Jahren am Robert College und lebte auch auf dem Campus. Aus dieser Zeit rührte auch seine enge Freundschaft mit Dr. Friedrich Schrader, der ebenfalls am Robert College tätig war und mit seiner Familie auf dem Campus wohnte, und der ihn in einem Artikel im Literarischen Echo im Jahre 1900 ausführlich gewürdigt hat.

## Werke
- Rubab-ı Şikeste (Die zerbrochene Laute, 1900)
- Tarih-i Kadim (Die Geschichte der Alten, 1905)
- Haluk'un Defteri (Haluks Tagebuch, 1911)
- Rubabın Cevabı (1911)
- Şermin (1914)
- Son Şiirler (1952)